# Wu Xueqian
Wu Xueqian (cinese tradizionale 吳學謙, cinese semplificato 吴学谦; Shanghai, 19 dicembre 1921 – Pechino, 4 aprile 2008) è stato un diplomatico e politico cinese, Ministro degli affari esteri dal 1982 al 1988.

## Biografia
Nativo di Shanghai, si unì al Partito Comunista Cinese nel 1939.
Tra il 1982 ed il 1988 ricoprì l'incarico di Ministro degli affari esteri. Fu inoltre componente del 13º ufficio politico del Partito Comunista Cinese, dal 1987 al 1992.
Morì a causa di una malattia il 4 aprile 2008, all'età di 86 anni.